# Karin Jagd
Karin Birgitte Bolten Jagd (* 21. März 1957 in Kopenhagen) ist eine dänische Film- und Theaterschauspielerin.

## Leben
Karin Jagd begann ihre Karriere 1977 beim Nørrebro Teater als Tänzerin und hatte bei der dortigen Aufführung des Musicals Gigi ihr Debüt. In den weiteren Jahren spielte sie als Theaterdarstellerin an mehreren dänischen Theatern sowie bei vielen Sommer-Revuen in Randers, Hjørring und Mogenstrup. Nach erfolgreichen Auftritten in der Komödie Ismand, Ismand, fand 1998 ihr Wirken beim Theater einen vorläufigen Abschluss. Den Schwerpunkt ihrer Arbeit legte sie fortan als Schauspielerin in Film und Fernsehen. Zudem war sie auch Moderatorin und Ansagerin beim dänischen Kinderprogramm von TV 2 (Dänemark) tätig. Sie spielte dort auch in mehreren dänischen Weihnachtsserien mit. Neben ihrer Schauspieltätigkeit, betreibt sie seit als selbständiger Unternehmerin, die eigene Casting-Agentur Gizmo Cast und arbeitet als Casting Director für Darsteller in Film, Fernsehen und Theater.

## Familie
Karin Jagd ist seit 1993 mit dem Schauspieler Martin Miehe-Renard verheiratet. Aus der Ehe gingen drei Kinder hervor, Oliver Miehe-Renard, Malthe Miehe-Renard und Sally Miehe-Renard.

## Filmografie
- 1988 Elvis Hansen - en samfundshjælper (Fernsehserie)
- 1992 Skibet i Skilteskoven
- 1993 Jul i Juleland
- 1993–2006 Alletiders nisse
- 1995–2005 Lågen i bogen
- 1999–2000 Olsenbandens første kup (dänische Weihnachtsserie)
- 2007 Bedingungslos (Thriller)
- 2007: Alien Teacher
- 2009: Aqualorius!
- 2009: Min søsters børn vælter Nordjylland
- 2010: Felthospitalet
- 2010–2011: Osman og Jeppe
- 2013: Alle for to
- 2014: Far til fire - Onkel Sofus vender tilbage
- 2014: 1864 (Fernsehserie)
- 2015: Far til fire's vilde ferie
- 2015: Die Hüterin der Wahrheit – Dinas Bestimmung (Skammerens datter)
- 2015: Showbiz familier (Fernsehserie)